# Ripalimosani
Ripalimosani é uma comuna italiana da região do Molise, província de Campobasso, com cerca de 2.588 habitantes. Estende-se por uma área de 33 km², tendo uma densidade populacional de 78 hab/km². Faz fronteira com Campobasso, Castropignano, Limosano, Matrice, Montagano, Oratino.

## Demografia
| Variação demográfica do município entre 1861 e 2011                               |
|                                                                                   |
| Fonte: Istituto Nazionale di Statistica (ISTAT) - Elaboração gráfica da Wikipedia |